# Norgesmesterskapet 1929
La Norgesmesterskapet 1929 di calcio fu la 28ª edizione del torneo. La squadra vincitrice fu lo Sarpsborg, che vinse la finale contro lo Ørn con il punteggio di 2-1 (ai tempi supplementari).

## Terzo turno
| Squadra 1    | Risultato   | Squadra 2          |
| ------------ | ----------- | ------------------ |
| Strømsgodset | 2 - 3       | Aalesund           |
| Brage        | 2 - 4       | Frigg              |
| Brann        | 6 – 2       | Lisleby            |
| Stavanger    | 2 – 0       | Brodd              |
| Drafn        | 1 - 5       | Sarpsborg          |
| Fredrikstad  | 3 - 4 (dts) | Drammens           |
| Falk         | 2 – 1       | Mjøndalen          |
| Gjøa         | 6 – 3       | Kristiansund BK    |
| Kvik Halden  | 4 – 2 (dts) | Gjøvik-Lyn         |
| Larvik Turn  | 2 - 3       | Pors               |
| Strong       | 0 - 7       | Lyn Oslo           |
| Odd          | 5 – 4       | Moss               |
| Ranheim      | 2 – 1       | Neset              |
| Viking       | 8 – 1       | Ny-Solheim         |
| Ørn          | 10 – 0      | Sverre             |
| Urædd        | 5 – 2       | Tønsbergkameratene |

## Quarto turno
| Squadra 1 | Risultato   | Squadra 2   |
| --------- | ----------- | ----------- |
| Aalesund  | 2 - 3 (dts) | Kvik Halden |
| Viking    | 0 - 1 (dts) | Brann       |
| Drammens  | 1 – 0 (dts) | Lyn Oslo    |
| Pors      | 0 - 3       | Falk        |
| Frigg     | 0 - 2       | Stavanger   |
| Sarpsborg | 3 – 0       | Gjøa        |
| Ranheim   | 2 - 6       | Odd         |
| Ørn       | 2 – 1       | Urædd       |

## Quarti di finale
| Squadra 1   | Risultato | Squadra 2 |
| ----------- | --------- | --------- |
| Brann       | 1 - 2     | Sarpsborg |
| Stavanger   | 2 – 0     | Drammens  |
| Odd         | 0 - 1     | Falk      |
| Kvik Halden | 1 - 6     | Ørn       |

## Semifinali
| Squadra 1 | Risultato | Squadra 2 |
| --------- | --------- | --------- |
| Sarpsborg | 1 – 0     | Falk      |
| Ørn       | 4 – 0     | Stavanger |

## Finale
| Arbitro: | Kristiansen |

|                            |           |          |
| A. Yven 42’ Gundersen 103’ | Marcatori | 75’ Dahl |

### Formazioni
| Sarpsborg |  |                    |
|           |  |                    |
|           |  | Henry Simensen     |
|           |  | Erling Lindberg    |
|           |  | Arne Ludvigsen     |
|           |  | Thorstein Simensen |
|           |  | Rolf Norwall       |
|           |  | Bredo Wass         |
|           |  | Arne Yven          |
|           |  | Georg Olsen        |
|           |  | Alf Simensen       |
|           |  | Harald Gundersen   |
|           |  | Harry Yven         |